# Francesc de Santcliment i de Santcliment
|  | Per a altres significats, vegeu «Francesc de Santcliment». |

Francesc de Santcliment i de Santcliment (Principat de Catalunya, segle XV - 1537) va ser un cavaller català del llinatge dels Santcliment i baró de Llinars. Era fill de Pere Joan de Santcliment i d'Aldonça de Santcliment. Ell es casà amb Beatriu de Corbera i de Santacoloma, que li aportà la baronia de Llinars, i el castell del Far. Després de la mort de Francesc a 1537 i de la seva muller Beatriu a 1542, la baronia passà a llurs descendents, els Santcliment, cognomenats Corbera-Santcliment, que adquiriren per enllaç amb els Castellet la baronia d'Altafulla. Després els títols van passar als Rubí, marquesos de Rubí, els Pignatelli i els Jordán de Urríes, marquesos d'Ayerbe, tots ells també cognomenats Corbera-Santcliment.